# Enertrag

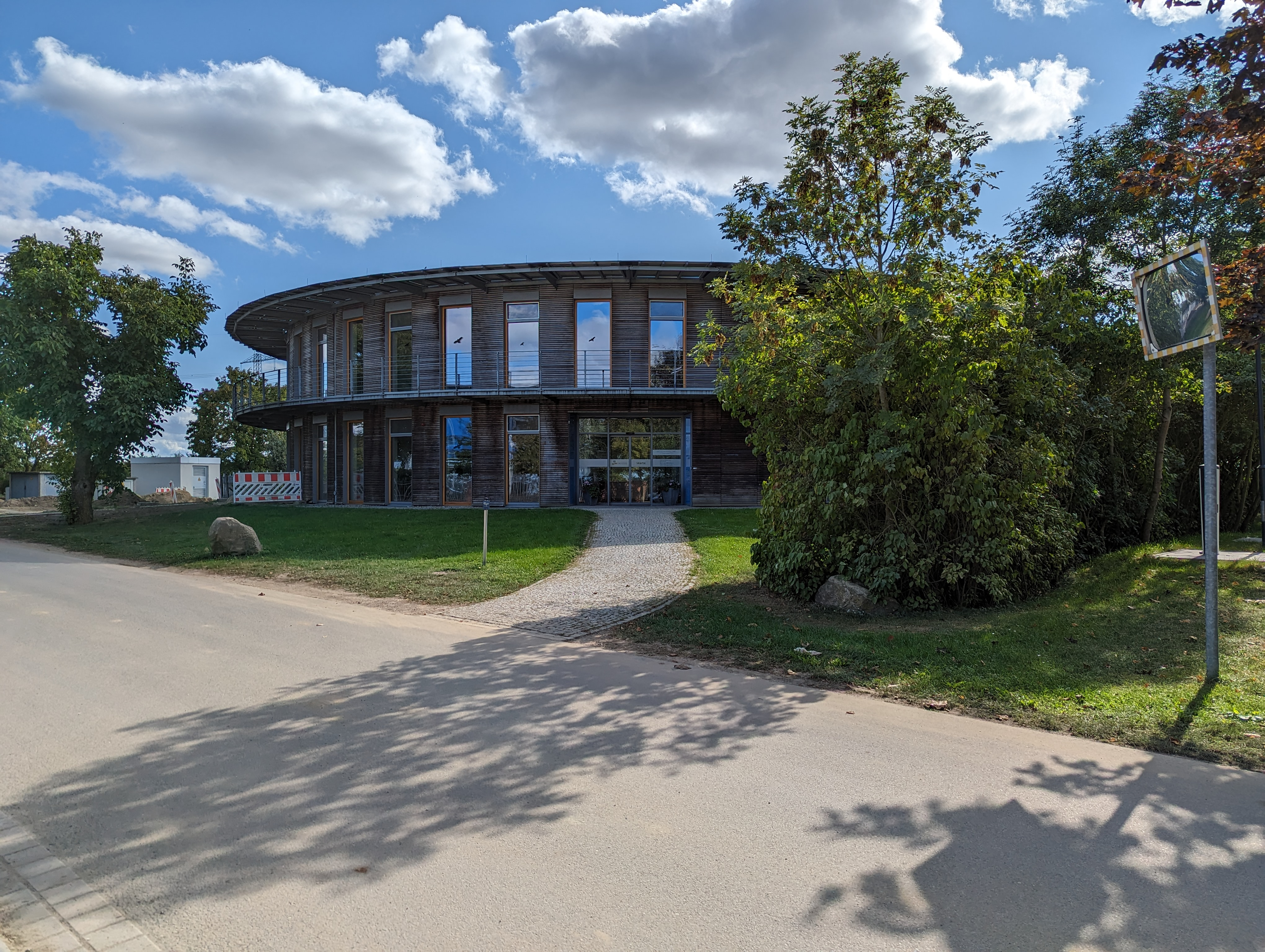
Enertrag, Warte (2023) in Dauerthal (Gemeinde Schenkenberg (Uckermark))

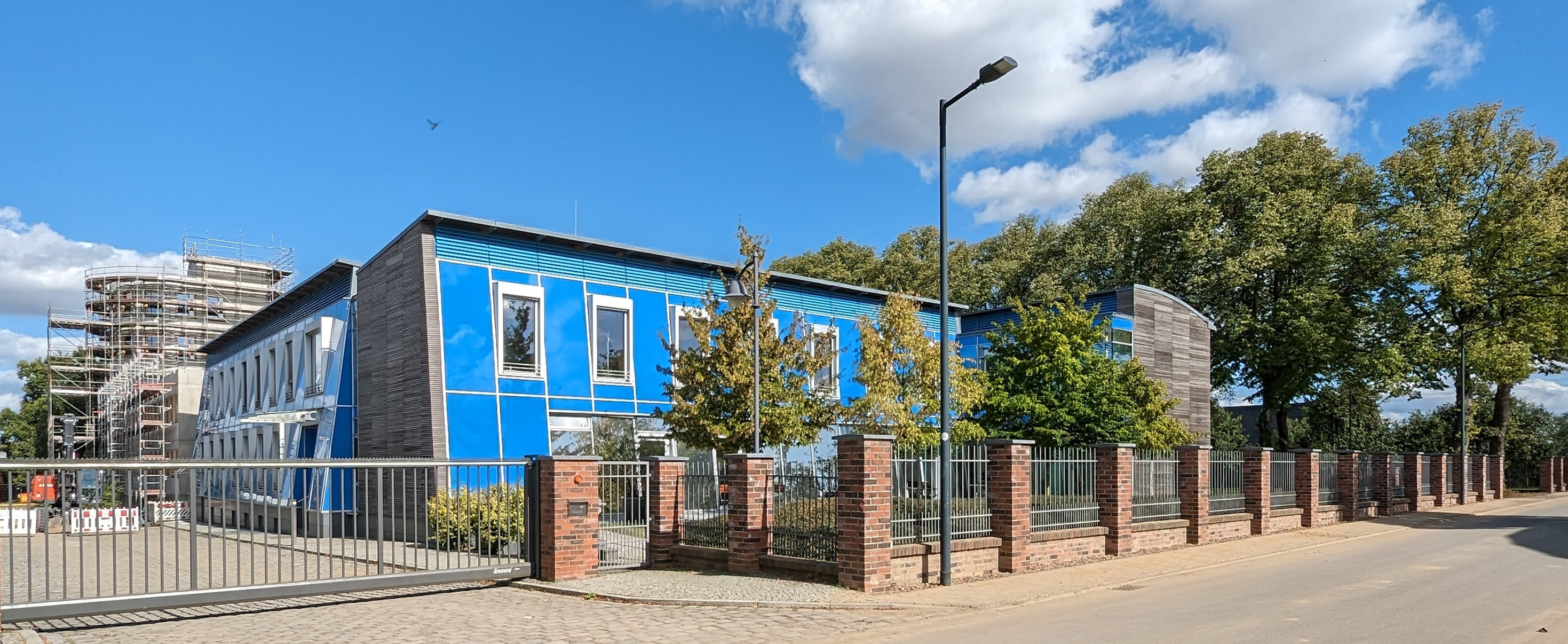
Enertrag, Unternehmenssitz (2023) in Dauerthal

Die Uckerwerk Energietechnik GmbH mit dem maßgeblichen Tochterunternehmen Enertrag SE (Eigenschreibweise: ENERTRAG) ist ein Konzern im Bereich Erneuerbare Energien mit Hauptsitz im brandenburgischen Dauerthal (Schenkenberg). Das Unternehmen plant, errichtet und betreibt Windenergieanlagen, Photovoltaikanlagen und Power-to-Gas-Anlagen in Deutschland, Frankreich, Ghana, Namibia, Polen, Spanien, Südafrika, Uruguay, dem Vereinigten Königreich und Vietnam.

## Geschichte
Nach Unternehmensangaben errichtete der spätere Unternehmensgründer und studierte Kernphysiker Jörg Müller 1992 eine erste Windkraftanlage und bis 1998 kamen 39 weitere Anlagen hinzu. Im August 1997 gründeten Jörg Müller und Tilo Troike die Uckerwerk Energietechnik GmbH. Es folgte die Gründung der Enertrag AG im Jahr 1998 unter Beteiligung von Uwe Leonhardt, heute Vorstand der Umwelt Management AG Umaag in Cuxhaven. Beide Unternehmen hatten ihren Sitz in der Gemeinde Nechlin. 2003 wurde der Sitz beider Unternehmen an den heutigen Standort in Dauerthal (Schenkenberg) verlegt.
2002 expandierte Enertrag erstmals ins Ausland und nahm einen Windpark in Frankreich in Betrieb. Bis 2013 verfügte das Unternehmen schließlich im In- und Ausland über 520 Windkraftanlagen. Im Jahr 2017 hatte Enertrag mehr als 670 eigene Windenergieanlagen mit einer jährlichen Stromproduktion von über 1,45 Mrd. kWh. 2019 bekam Enertrag den Zuschlag für den Bau zweier Windkraftprojekte nahe der Großstadt Köslin in Polen mit einer Gesamtleistung von 186 MW. Deren 2020 begonnene Bau wurde von der Allianz Versicherung finanziert und 2022 abgeschlossen.
Zum 6. Januar 2022 wurde die Enertrag AG (Aktiengesellschaft) zur Enertrag SE (Europäische Gesellschaft) umfirmiert. Im Juli 2022 wechselte Jörg Müller vom Vorstand der Enertrag SE in den Aufsichtsrat und wurde Vorsitzender des Gremiums. Gunar Hering, vorher bereits Vorstandsmitglied, übernahm die Rolle des Vorstandsvorsitzenden.

## Unternehmensstruktur
Die Uckerwerk Energietechnik GmbH dient als Mutterunternehmen innerhalb des Konzerns, wobei die Enertrag SE namensgebend ist. Alleinige Aktionärin der Enertrag SE ist die Uckerwerk Energietechnik GmbH, deren Gesellschafter Jörg Müller (51 %) und Tilo Troike (49 %) sind. Zum Konzern gehören mehr als 320 einzelne Gesellschaften in zehn Ländern. Dabei ist Enertrag in vielen Fällen mehrheitlich oder vollständig als Gesellschafter beteiligt.

### Vorstand und Aufsichtsrat der Enertrag SE
Der Vorstand der Enertrag SE besteht aus Gunar Hering (Vorstandsvorsitzender), Matthias König, Simon Hagedorn und Tobias Bischof-Niemz. Die Vorstandsmitglieder erhielten im Geschäftsjahr 2021/2022 Gesamtbezüge in Summe von 1.094.200 Euro. Der Aufsichtsrat der Enertrag SE setzt sich zusammen aus den sieben Mitgliedern Burkhard Bastuck, Heike Pfitzner, Jörg Müller (Vorsitzender), Martin Altrock, Martin Handschuh, Matthias Platzeck und Stephan Werner Döhler. Die Aufsichtsratsmitglieder erhielten für ihre Tätigkeit in Summe 235.500 Euro im Geschäftsjahr 2021/2022.

## Geschäftsfeld
Das Tochterunternehmen Enertrag Betrieb GmbH betreut und überwacht weltweit mehr als 1.200 eigene und fremde Windenergieanlagen. Die Zahl der selbst errichteten Anlagen beläuft sich auf über 700 mit einer Jahresstromproduktion von 1,68 Mrd. kWh. In Frankreich betreibt Enertrag 186 Windkraftanlagen, die über eine Leistung von 390 MW verfügen.

### Kraftwerke

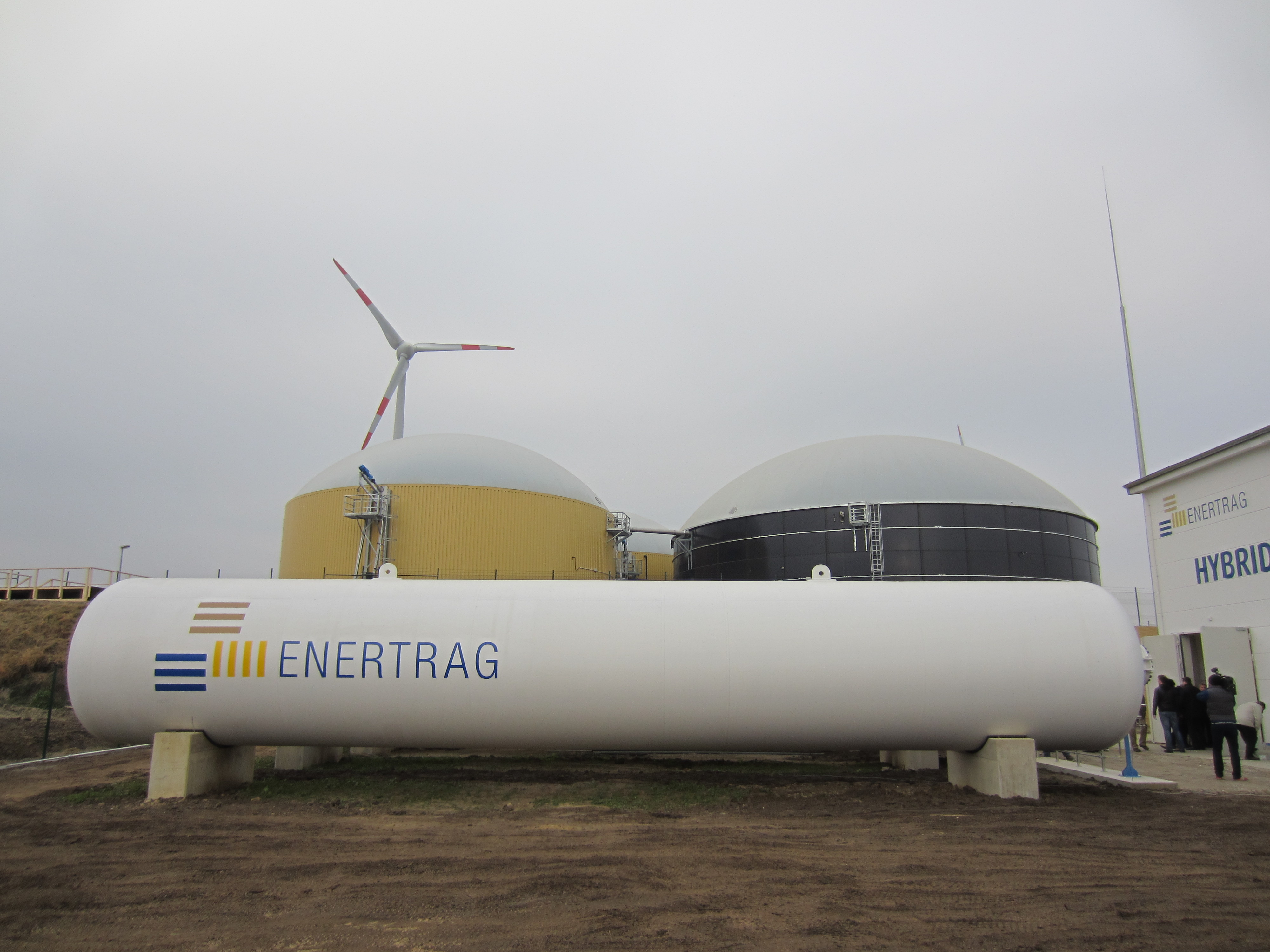
Kraftwerk Prenzlau: Biogasanlage, Gastank und Windrad

Enertrag entwickelte und baute mit dem Hybridkraftwerk Prenzlau in Brandenburg ein Kraftwerk, das Wasserstoff aus Windenergie erzeugt. Es wurde am 25. Oktober 2011 in Betrieb genommen. Das Hybridkraftwerk ist Teil des Verbundkraftwerks Uckermark, das Windkraft, Wasserstoff, Photovoltaik sowie Biogas nutzt und Wärme und Strom bereitstellt. Die Vermarktung des erzeugten EE-Gases bzw. grünen Wasserstoffes erfolgt unter anderem über Greenpeace Energy. Mit dem Verbundkraftwerk Uckermark ist Enertrag Teil des Projektes WindNODE, das vom Bundesministerium für Wirtschaft und Energie im Rahmen des Förderprogramms „Schaufenster intelligente Energie (SINTEG)“ gefördert wird.

### Energiespeicher Nechlin
Das Unternehmen baute in Nechlin als Teil des Verbundkraftwerks Uckermark einen Windwärmespeicher. Statt Windenergieanlagen abzuschalten, wenn der erzeugte Strom nicht benötigt wird oder nicht abtransportiert werden kann, wird mit dem Strom im Wärmespeicher Wasser erhitzt und so nicht genutzter Strom als Wärmeenergie speicherbar. Im Nahwärmenetz steht diese Energie dann zum Beheizen der angeschlossenen Häuser zur Verfügung. Der Speicher hat die Möglichkeit, sich in acht Stunden vollständig aufzuladen und anschließend ohne Hinzugabe neuer Energie bis zu 21 Tage den Ortsteil mit Wärme zu versorgen.

### Dark Sky
Die Dark Sky GmbH (vormalig Airspex GmbH) mit Sitz in Neubrandenburg ist ein Tochterunternehmen von Enertrag, das bedarfsgesteuerte Nachtbefeuerungen für Windkraftanlagen liefert. Diese Art der nächtlichen Hinderniskennzeichnung sieht vor, nur aktiv zu leuchten, wenn tatsächlich Flugverkehr im Umkreis der Windkraftanlagen herrscht, sodass das nächtliche Blinken der Hinderniskennzeichnung größtenteils vermieden wird. Mit Stand Januar 2017 war ein Windfeld bei Langenhorn mit dem System ausgerüstet. Zwei weitere Regionen in der Uckermark sowie dem holsteinischen Marne mit ca. 400 bzw. 200 Windkraftanlagen befanden sich zu diesem Zeitpunkt in der Nachrüstungsphase. Das Projekt zur bedarfsgesteuerten Nachtkennzeichnung „Dark Sky Uckermark“ in Brandenburg und Mecklenburg-Vorpommern umfasst bis zu 400 Windenergieanlagen, von denen die ersten 15 im Februar 2021 den bedarfsgesteuerten Betrieb aufgenommen haben. Weitere 150 Anlagen befinden sich im Genehmigungsverfahren und für 121 weitere Windenergieanlagen soll das System in einem Testflug von der Deutschen Flugsicherung qualifiziert werden.

## Produkte
Enertrag hält mit Procandela (Eigenschreibweise procandela) sowie Gridion die Rechte an zwei Eigenmarken. Procandela umfasst eine Befeuerungstechnik auf Leuchtdiodenbasis zum visuellen Schutz vor Kollisionen. Gridion bietet ein Sortiment zur unterbrechungsfreien Stromversorgung (USV) bei Windkraftanlagen. Dabei werden unterschiedliche Modelle angeboten, darunter Brennstoffzellen, Methanol und Propangas.
Das Unternehmen vertreibt darüber hinaus das Produkt Powersystem, eine Software zur Steuerung erneuerbarer Energieanlagen und deren Umspannwerke.

## Kritik
Die Errichtung von Windkraftanlagen durch Enertrag stieß in den betroffenen Kommunen in der Vergangenheit wiederholt auf Kritik. Der Spiegel berichtete im Juni 2017, dass die Enertrag AG Bauaufträge für Bürgerwindparks in Brandenburg erhalte, indem sich Mitarbeiter des Unternehmens als Privatpersonen über Auktionen an dem Erwerb der Flächen und der späteren Infrastruktur-Anlage beteiligten. Enertrag bestätigte das Vorgehen gegenüber dem Spiegel.
Das Unternehmen schloss im Jahr 2019 mit den Stadtwerken Torgelow einen Vertrag zum Bau von Windkraftanlagen in Lübs in Mecklenburg-Vorpommern. Dieser solle den Lübsern nach Inbetriebnahme des Windparks einen Nachlass von bis zu der Hälfte der Kosten des Stromverbrauches zugestehen. Während die Gemeindeverwaltung die Vereinbarung begrüßte, stieß sie in Teilen der Bevölkerung auf Widerstand. Die dafür gegründete Initiative Freie Friedländer Wiesen kritisierte den Angebotsumfang, insbesondere den Preisnachlass, der die Ablehnung in der Bevölkerung dem Projekt gegenüber verringern solle.
Der Mescheriner Bürgermeister, Volker Schmidt-Roy, verwies im Oktober 2020 auf das geringe Mitbestimmungsrecht seiner Gemeinde an dem Bau eines aus 20 Anlagen bestehenden Windparks durch Enertrag sowie den daraus resultierenden Verlust landwirtschaftlicher Flächen. Auch Bewohner Mescherins äußerten Missfallen dem Projekt gegenüber.